# Читтильо
Читтильо (итал. Cittiglio) — коммуна в Италии, располагается в провинции Варесе области Ломбардия.
Население составляет 3717 человек, плотность населения составляет 338 чел./км². Занимает площадь 11 км². Почтовый индекс — 21033. Телефонный код — 0332.
Покровителем коммуны почитается святой Иулий Ортский. Праздник ежегодно празднуется 31 января.

## Города-побратимы
- Камерота, Италия